# Philippine National Bank
Philippine National Bank (PNB) (philippin : Bangko Nasyonal ng Pilipinas) est une banque philippine fondée en 1916 à Manille. Elle a son siège à Pasay.